# VK 30.01 (P)
VK 30.01 (P) — проект немецкого среднего танка, разрабатывавшийся Фердинандом Порше в годы Второй мировой войны. Серийно не выпускался.

## История создания
Новый танк доктора Порше выделялся несколькими нестандартными даже на сегодняшний день техническими решениями.
В передней части корпуса, помимо элементов трансмиссии, располагались органы управления, а также места механика-водителя (слева) и стрелка-радиста (справа). Среднюю часть корпуса занимало боевое отделение, на крыше которого планировали установить трехместную башню с 88-мм орудием и 7,92-мм пулеметом.
В качестве главной силовой установки использовалось два 10-цилиндровых двигателя V-10 воздушного охлаждения размещавшиеся в кормовой части корпуса. Каждый двигатель развивал максимальную мощность 210 л.с. при 2500 об\мин. и работал на отдельный генератор, который передавал мощность на два электромотора в передней части корпуса, а оттуда, посредством планетарных передач, на ведущие колеса. Дополнительно электромоторы снабжались фрикционными передачами. Управлялся танк через электрическую систему.
В состав ходовой части, применительно на каждый борт, включалось по 6 сдвоенных опорных катков диаметром 700 мм оснащенных резиновыми бандажами. Катки блокировались попарно в тележки, которые подвешивались на продольных торсионах. В целях экономии места сами торсионы размещались не поперек, а вдоль корпуса за его пределами. Верхняя ветвь гусеницы поддерживалась четырьмя обрезиненными роликами. Ведущие колеса находились спереди, направляющие — сзади. Гусеница была крупнозвенчатой, модели Kgs 63/500/150, имевшей ширину трака 500 мм и шагом 160 мм. Особо остро стоял вопрос вооружения танка. Проведенные 26 мая 1941 года опытные стрельбы показали, что большей бронепробиваемостью обладают 100-мм орудия, которые на дистанции до 1000 метров могли эффективно поражать броню толщиной до 140 мм. В то же время, более легкие 88-мм артсистемы на той же дистанции пробивали броню толщиной 87 мм установленную под наклоном 30°. В обоих случаях результаты были признаны более чем удовлетворительными, но для установки на VK 30.01 (P) была выбрана 88-мм пушка 8,8 cm KwK 36 L/56, в номенклатуру боеприпасов которой входили как бронебойные, так и осколочно-фугасные боеприпасы. Данное решение было принято на совещании 2 апреля 1941 г. И в скором времени фирма Krupp приступила к постройке деревянного макета башни. Тем не менее, к 10 апреля был всё же подготовлен вариант со 105-мм орудием, а вариант с 88-мм орудием был готов в виде чертежей лишь 18 апреля. Утверждение этого проекта состоялось 24 апреля. В тот же день фирма Krupp отправила в адрес Nibelungenwerke письмо, в котором фиксировалась задача по изготовлению шести башен и трех бронекорпусов по полученным чертежам. Тут же оговаривались цены. За изготовление и проектирование башен фирма Krupp запросила 110.000 марок, корпус увеличенной высоты (Hochgezogene Wanne) оценивался в 75.000 марок, деревянный макет башни 5.000 марок. Поставку корпусов предполагалось осуществить к ноябрю 1941 г. История с макетом башни появилась не просто так. На совещании 2 мая в Штутгарт-Цуффунхаузене, где присутствовали Порше, Рабе, Реймшписс, а также другие специалисты от фирмы Porsche и Герлейн от фирмы Krupp, проект башни был подвергнут доработке. В докладной записке, составленной Герлейном, указывались следующие моменты:
- изменить подбашенное кольцо
- вентиляцию башни следует проводить с использованием воздуха поступающего для охлаждения двигателя, либо использовать для вентилирования сами двигатели
- для эвакуации механика-водителя и радиста предстояло изменить расположение башни, чтобы она не перекрывала верхние люки
- необходимо усилить конструкцию крыши корпуса в районе башни, поскольку устройство для выброса стреляных гильз (расположенное на полу боевого отделения) не позволяло опереть её на днище корпуса
- электрооборудование башни выполнялось по типу танка Pz.Kpfw. IV с добавлением переговорных и сигнальных устройств, а также 12-вольтного освещения

Хотя представители обеих фирм договорились о своевременной передаче чертежей, Krupp выполнить это условие не смогла.
Контракт на поставку трех бронекорпусов для танка Krupp подписала 6 мая 1941 года. Однако при этом было поставлено условие, что заказ будет выполнен не позднее чем через 7 месяцев. Таким образом, первый корпус мог быть поставлен не ранее ноября 1941 года, второй — в декабре, третий — в январе 1942 года. Кроме того, заказы на отдельные комплектующие пришлось разместить на фирме Nibelungenwerke.
Уже 19 мая доктор Порше проявил озабоченность по этому вопросу, из-за чего дальнейшие работы над VK 30.01 (P) пришлось приостановить. Первую башню планировалось поставить на сборку в ноябре 1941 года, а остальные — в январе 1942 года. Единственным элементом, который удалось поставить в срок, был макет башни, который изготовили к 20 мая и отправили поездом в Сент-Валентин 24 мая.
Видя, что сборка сильно тормозится, доктор Порше обратился фирме Eisenwerke Oberdonau с просьбой об изготовлении корпусом из обычной конструкционной стали, чтобы как можно скорее приступить к испытаниям ходовой части и трансмиссии. Сборка таких корпусов (Probewanne) началась в мае, а сварка завершена в июне. К 7 июля был фирмой Steyr изготовлен первый двигатель V-10. Его перевезли в Штутгарт, где с 14 июня начались стендовые испытания. Второй мотор доставили 30 июля, после чего оба мотора отправили на завод Nibelungenwerke. Завершить сборку прототипа VK 30.01 (P) из конструкционной стали удалось только в октябре 1941 года, а испытания танка проводились до мая 1942 г. По причине многочисленных задержек, дальнейшие работы по этой машине были прекращены. На смену ей пришёл танк VK 45.01 (P) — прототип будущего «Tiger Porsche». Тем не менее, испытания VK 30.01 (P) были обнадеживающими. Мнение доктора Порше относительно рациональности использования электрической трансмиссии на тяжелых танках полностью подтвердилось, хотя сама система работала пока не очень надежно. Проектное бронирование корпуса было расценено как удовлетворительное, однако после встреч на Восточном фронте с советскими КВ было принято решение усилить броню в лобовой и бортовой проекциях. Ходовая часть также проявила себя с хорошей стороны. Вместе с тем, не удалось провести огневые испытания, поскольку прототип оснащался лишь весовым макетом башни без вооружения.
После окончания испытаний в 1942 году, оба прототипа были уничтожены.

## Описание конструкции

### Двигатель, трансмиссия и ходовая часть
Гитлер симпатизировал Порше, отмечая в нём «детскую душу» и считал его гением, который, однако, не слишком заботился о технологии производства, тактике боевого применения или уж тем более — об экономике военного времени и связанных с ней технологических ограничениях, вроде нехватки некоторых материалов. Фюрер всегда отдавал предпочтение изделиям Порше, что порождало сложности для командования сухопутными войсками Германии — генералы смотрели на продукцию фирмы Nibelungenwerke более реалистично. Так было и в случае с VK 30.01 (P). Порше придумал революционную конструкцию. совершенно не типичную для танка. На VK 3001 (P) стояла электромеханическая трансмиссия, никогда ранее не использовавшаяся на сухопутной технике, и являвшаяся обычной для подводных лодок.
Два 10-цилиндровых двигателя Simmering-Graz-Pauker тип 100 воздушного охлаждения мощностью по 210 л.с. каждый приводили в действие по электрогенератору. Электрогенераторы питали электромоторы, вращавшие ведущие колеса. Ходовая часть включала по три пары опорных катков, объединённых с каждого борта в три тележки. Каждая тележка имела независимую подвеску. Верхнюю ветвь гусеницы поддерживали три поддерживающих катка с каждого борта. Ведущие колеса — переднего расположения. Электропривод в теории давал танку выигрыш в маневренных качествах, поскольку время переходных процессов в электродвигателе несоизмеримо меньше с временем переключения механических передач. Конструктивно электромеханическая конструкция также проще — отсутствует длинный соединительный вал между двигателем и трансмиссией, который проходит почти по всей длине корпуса, занимая довольно значительный объём боевого отделения. Опорные катки подвешивались на тележках на торсионах, причем торсионы располагались параллельно продольной оси танка. Такое конструктивное решение также работало на сохранение полезного объёма корпуса, вместе с тем резко усложняя конструкцию ходовой части — требовалось преобразовывать механическим путём перемещение опорного катка в закрутку торсиона. Всё это позволило VK 30.01 (P) развить революционную для того времени скорость — 60 км/ч.

### Башня и вооружение
Вооружение поначалу состояло из модифицированной башни танка PzKpfw IV, в которую можно было поставить 75-мм пушку с длиной ствола 24 калибра или 105-мм гаубицу с длиной ствола 28 калибров. Уже на стадии постройки прототипа Порше решился на радикальную замену вооружения в пользу мощной длинноствольной пушки калибра 88-мм с длиной ствола 56 калибров или 105-мм пушку Kanone 18. Также планировалось установить 7,92 мм пулемёт MG-34.
В апреле 1941 г. были заказаны два прототипа шасси и шесть серийных башен с 88-мм пушками. Фирма Krupp башни к сроку не изготовила. Шасси Порше испытывались с бетонными болванками вместо башен. Башни поступили годом позже и были установлены на тяжёлые танки VK 45.01 (P).

### Недостатки конструкции
К недостаткам конструкции можно отнести то, что торсионы часто ломались при движении по пересеченной местности, не выдерживая резких колебаний опорных катков, постоянно ломались силовая установка и необычная ходовая часть, а также расход топлива был очень велик - за 100 км марша по шоссе двигатели сжигали 770 литров бензина.

## В массовой культуре

### В компьютерных играх
VK 30.01 (P) присутствует в популярной игре «World of Tanks», а также в ММО-игре для Android-платформ «World of Tanks Blitz», выпускаемых беларусской компанией Wargaming.net, как тяжёлый (в World of Tanks Blitz средний) исследуемый танк 6-го уровня.